# Seconda battaglia di Moulin-aux-Chèvres
La seconda battaglia di Moulin-aux-Chèvres è stata una battaglia della prima guerra di Vandea combattuta il 9 ottobre 1793 a Châtillon-sur-Sèvre e Moulins (oggi Mauléon).

## La battaglia
Secondo il piano di Jean Canclaux, il generale Alexis Chalbos lasciò Bressuire il 9 ottobre e marciò verso Châtillon-sur-Sèvre con 11 000 uomini.
Louis Marie de Lescure aveva solo 4 000 uomini da opporgli quindi chiese l'aiuto di Henri de La Rochejaquelein e di Jean Nicolas Stofflet che però non poterono raccogliere più di 2 000 uomini. I vandeani tentarono di nuovo di proteggere la loro "capitale", ma i repubblicani erano il quasi il doppio e inoltre avevano la cavalleria di Westermann che li fece prendere dal panico quando li caricò su un lato. I repubblicani presero per la seconda volta Châtillon-sur-Sèvre, che però questa volta venne incendiata insieme a tutta la zona circostante.